# ATP Challenger Bari
Der ATP Challenger Bari (offiziell: Open Città di Bari, vormals: Bari Challenger) war ein Tennisturnier, das zunächst von 1981 bis 1983 jährlich in Bari, Italien, stattfand und 2021 wieder in den Turnierkalender aufgenommen wurde. Es gehörte zur von der ATP ausgerichteten ATP Challenger Tour und wurde in den 1980er-Jahren im Freien auf Sand gespielt, 2021 fand es auf Hartplatz statt.

## Liste der Sieger

### Einzel
| Jahr                         | Sieger             | Finalgegner      | Ergebnis |
| ---------------------------- | ------------------ | ---------------- | -------- |
| 2021                         | Oscar Otte         | Daniel Masur     | 7:5, 7:5 |
| 1984–2020: nicht ausgetragen |                    |                  |          |
| 1983                         | Corrado Barazzutti | Carlos Castellan | 6:0, 6:1 |
| 1982                         | Paul McNamee       | Balázs Taróczy   | 6:2, 6:2 |
| 1981                         | Zoltán Kuhárszky   | Paolo Bertolucci | 6:4, 6:0 |

### Doppel
| Jahr                         | Sieger                              | Finalgegner                           | Ergebnis      |
| ---------------------------- | ----------------------------------- | ------------------------------------- | ------------- |
| 2021                         | Lloyd Glasspool Harri Heliövaara    | Andrea Vavassori David Vega Hernández | 6:3, 6:0      |
| 1984–2020: nicht ausgetragen |                                     |                                       |               |
| 1983                         | Luca Bottazzi Simone Colombo        | Mario Calautti Bruce Derlin           | 6:2, 3:6, 6:3 |
| 1982                         | Alejandro Ganzábal Gustavo Guerrero | Luca Bottazzi Ivan Dupasquier         | 6:3, 6:2      |
| 1981                         | Ian Harris Belus Prajoux            | Gianni Marchetti Alejandro Pierola    | 6:4, 6:2      |